# Eudorylas quinquepertitus
Eudorylas quinquepertitus är en tvåvingeart som beskrevs av Christian Kehlmaier 2005. Eudorylas quinquepertitus ingår i släktet Eudorylas och familjen ögonflugor.
Artens utbredningsområde är Tjeckien. Inga underarter finns listade i Catalogue of Life.